# Paectes sabulosa
Paectes sabulosa är en fjärilsart som beskrevs av William Schaus 1906. Paectes sabulosa ingår i släktet Paectes och familjen nattflyn. Inga underarter finns listade i Catalogue of Life.